# Nepetalakton

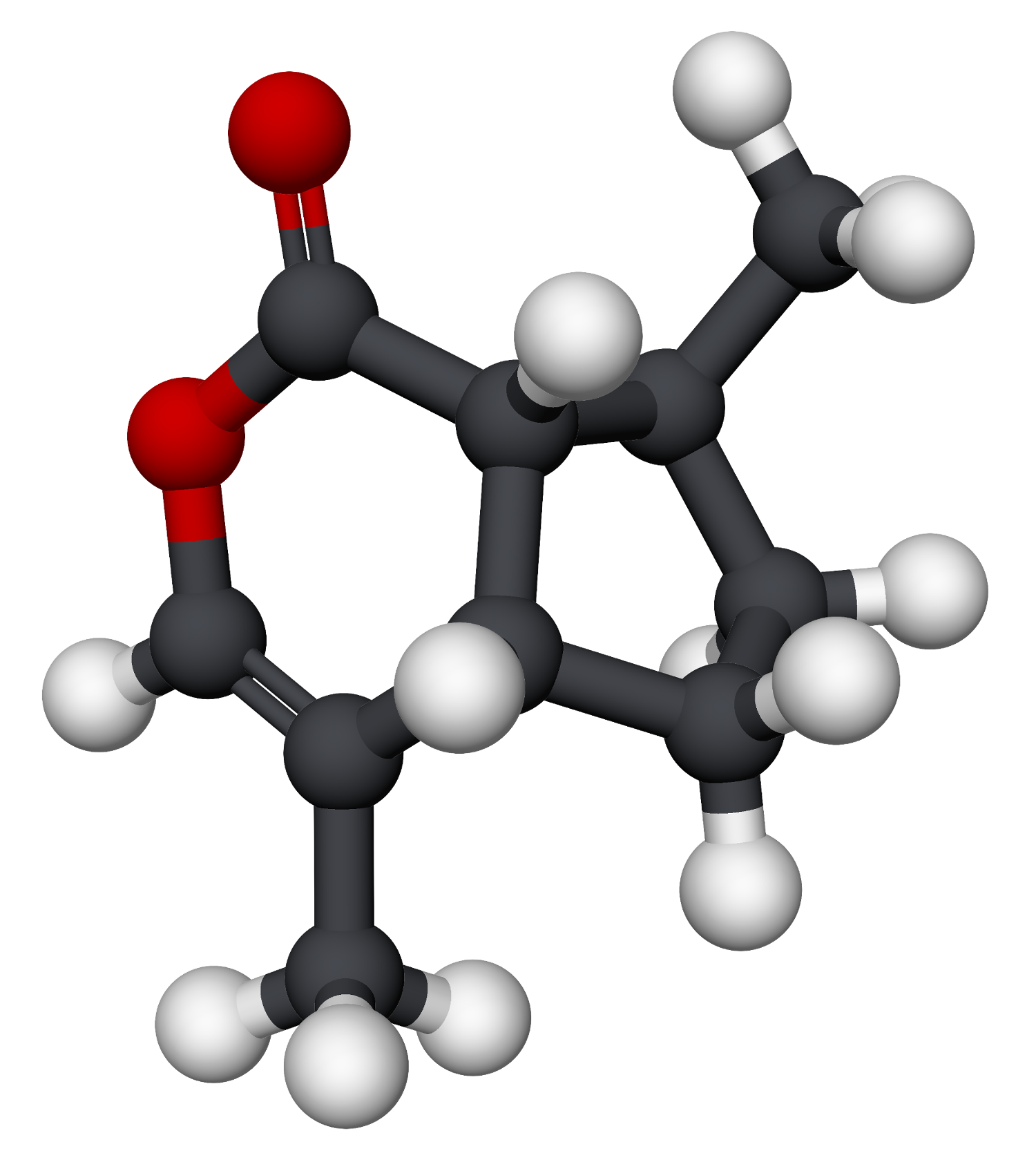

Nepetalakton är en organisk förening som första gången isolerades ur växten kattmynta och är ett ämne som katter reagerar starkt på. Nepetalakton är en bicyklisk monoterpenoid, bestående av tio kolatomera deriverade ur isopren med två cykliska föreningar: en cyklopentan och en lakton. Nepetalakton tillhör klassen iridoider och dess struktur och effekt påminner om de hos valepotriater (som finns i bland annat läkevänderot). Man känner till ett antal isomerer av nepetalakton.
Nepetalakton beskrevs första gången 1941 efter att det isolerats ur kattmynta genom ångdestillation.

## Effekter på djur
4aα,7α,7aα-Nepetalakton är de aktiva isomererna i kattmynta och har en karaktäristisk effekt på katter genom att öka utsläppet av β-endorfin som är en endogen µ-opioid agonist. Ungefär 67–80% av tamkatter reagerar på ämnet. Nepetalakton har även effekt som insektsmedel då den fungerar repellerande på vissa myggor, flugor och kackerlackor.